# 王自亨
王自亨，山西承宣佈政使司安邑縣人。明朝解元、政治人物。

## 生平
明神宗萬曆二十五年（1597年），王自亨中式丁酉科山西鄉試第一名舉人（解元）。官至甘泉县知县。